# Финале Светског првенства у фудбалу 1930.
Финале Светског првенства 1930. је била фудбалска утакмица између Уругваја и Аргентине да би се одредио победник Светског првенства у фудбалу 1930. године. Финале је сматрано „реванш” мечом утакмице за златну медаљу на Олимпијским играма 1928. коју је Уругвај добио.
Финале је одиграно на стадиону Сентенарио у Монтевидеу у Уругвају, 30. јула, у среду. Ово је било једно од само два финала Светског првенства која су се играла другим даном осим недеље, а друго је финале Светског првенства 1966. које се играло у суботу. Пре утакмице су се јавиле несугласице у погледу тога чија ће се лопта користити за меч. ФИФА је интервенисала компромисом, да Аргентина обезбеди лопту за прво полувреме, а Уругвај за друго.
Капије стадиона су отворене у осам ујутру, шест сати пре почетка утакмице, а у подне је терен био пун, званично примивши 93.000 људи. Уругвај је успешно „одбранио” своју златну медаљу на Олимпијским играма са резултатом 4–2, вративши се након заостатка од 2–1 на полувремену.
Уругвајски селектор Алберто Супичи је тада имао 31 годину и још увек држи рекорд као најмлађи тренер шампиона Светског првенства у фудбалу. Жил Риме, председник ФИФА, уручио је Уругвају трофеј Светског првенства, који је касније назван по њему. Следећи дан је у Уругвају проглашен државним празником. У Буенос Ајресу руља је гађала уругвајски конзулат камењем.
Последњи преживели играч из овог финала био је аргентински нападач Франциско Вараљо, који је преминуо 30. августа 2010. у 100. години. Последњи преживели уругвајски играч био је Ернесто Маскерони, који је преминуо 3. јула 1984. у 76. години.

## Пут до финала
| Тим      | Од. | Д | Н | И | ДГ | ПГ | ГР | Бод. |
| -------- | --- | - | - | - | -- | -- | -- | ---- |
| Уругвај  | 2   | 2 | 0 | 0 | 5  | 0  | +5 | 4    |
| Румунија | 2   | 1 | 0 | 1 | 3  | 5  | −2 | 2    |
| Перу     | 2   | 0 | 0 | 2 | 1  | 4  | −3 | 0    |

| Тим       | Од. | Д | Н | И | ДГ | ПГ | ГР | Бод. |
| --------- | --- | - | - | - | -- | -- | -- | ---- |
| Аргентина | 3   | 3 | 0 | 0 | 10 | 4  | +6 | 6    |
| Чиле      | 3   | 2 | 0 | 1 | 5  | 3  | +2 | 4    |
| Француска | 3   | 1 | 0 | 2 | 4  | 3  | +1 | 2    |
| Мексико   | 3   | 0 | 0 | 3 | 4  | 13 | −9 | 0    |

## Утакмица

### Резиме
После 12 минута Пабло Дорадо је довео домаћина у вођство, да би 8 минута касније изједначио аргентински крилни нападач Карлос Пеусеље, који је снажним ударцем савладао голмана Енрикеа Балестрера. У 37. минуту, најбољи стрелац турнира Гиљермо Стабиле довео је Аргентину у вођство од 2−1. Уругвај је поравнао резултат у 12. минуту другог полувремена поготком Педра Сее, и поново повео голом Сантоса Ириартеа у 68. минуту. На минут до краја, Хектор Кастро је довео Уругвај у вођство са 4−2, чиме је обезбедио титулу на првом Светском првенству.

### Детаљи
| Уругвај                                         | 4–2      | Аргентина                 |
| ----------------------------------------------- | -------- | ------------------------- |
| Дорадо 12’ · Сеа 57’ · Ириарте 68’ · Кастро 89’ | Извештај | Пеусеље 20’ · Стабиле 37’ |

| Уругвај | Аргентина |

| Г              |  | Енрике Балестреро |
| О              |  | Хосе Насази (к)   |
| О              |  | Ернесто Маскерони |
| С              |  | Хосе Андраде      |
| С              |  | Лоренцо Фернандез |
| С              |  | Алваро Гестидо    |
| Н              |  | Пабло Дорадо      |
| Н              |  | Хектор Скароне    |
| Н              |  | Хектор Кастро     |
| Н              |  | Педро Сеа         |
| Н              |  | Сантос Ириарте    |
| Селектор:      |  |                   |
| Алберто Супичи |  |                   |

| Г                                    | Хуан Ботасо          |
| О                                    | Хосе Дела Торе       |
| О                                    | Фернандо Патерностер |
| С                                    | Хуан Еваристо        |
| С                                    | Луис Монти           |
| С                                    | Арико Суарез         |
| Н                                    | Карлос Пеусеље       |
| Н                                    | Франциско Вараљо     |
| Н                                    | Гиљермо Стабиле      |
| Н                                    | Мануел Фереира (к)   |
| Н                                    | Марио Еваристо       |
| Селектори:                           |                      |
| Франсиско Олазар Хуан Хосе Трамутола |                      |

| Помоћне судије: Улисес Сауседо (Боливија) Анри Кристоф (Белгија) | Правила - 90 минута - 30 минута продужетка ако је потребно - Доигравање ако је и даље нерешено - Измене нису дозвољене |